# Илоканский язык
Илока́нский язы́к (илока́но, ило́ко) — один из филиппинских языков, язык илоков. Является основным языком межэтнического общения для народов, живущих в северной части Лусона и третьим по числу говорящих среди языков Филиппин. Всего на Филиппинах на нём говорит как на родном ок. 7,7 млн чел., как на втором — 2,3 млн чел. (оценка, нач. 21 в.). По-илокански говорит также часть (75,6 тыс. чел.; перепись, 2000) филиппинских иммигрантов в США.

## Вопросы классификации
Илоканский язык является одним из филиппинских языков, входит в их севернолусонскую ветвь. Более точная классификация до конца не ясна: традиционно считается, что он образует там отдельную группу, однако по данным лексикостатистики он оказывается в центрально-кордильерской подгруппе южно-центрально-кордильерской группы.

## Лингвогеография

### Ареал и численность
Распространён на Филиппинах — на северо-западе острова Лусон (провинции Северный и Южный Илокос, Абра, Ла-Унион; общее название — Илокандия), а также во многих других районах острова (в сопредельных провинциях Кагаян, Горная Исабела, Нуэва-Виская, Кирино, Самбалес, Пангасинан, Тарлак, Нуэва-Эсиха, в Маниле) и на некоторых других островах (Миндоро, Минданао и др.)

### Социолингвистические сведения
На илоканском ведётся преподавание в школе, теле- и радиовещание, развивается многожанровая худож. литература.

### Диалекты
Выделяются 2 диалектные зоны: северная (провинции Северный Илокос и Абра) и южная (Южный Илокос и Ла-Унион).

## Письменность
До конца XIX века использовался илоканский вариант филиппинского слогового письма (байбайин, восходящего к брахми, см. Индийское письмо). Особенность этого варианта — использование особого знака (в форме креста) для обозначения отсутствия гласного после конечного согласного (аналогичный знаку вирама в деванагари). Древнейший написанный на нём памятник — «Doctrina Cristiana» (1621). С середины XVIII века для используется письменность на латинской графической основе.
Современный илоканский алфавит:
A a, B b, C c, D d, E e, F f, G g, H h, I i, J j, K k, L l, M m, N n, ñ, Ng ng, O o, P p, Q q, R r, S s, T t, U u, V v, W w, X x, Y y, Z z

## Лингвистическая характеристика

### Фонетика и фонология
Вокализм представлен пятью гласными (на севере — шестью, так как включает ещё и /ɯ/), причём фонемы /o/ и /u/ в исконных словах являются аллофонами.
В консонантизме 21 согласная, в том числе 2 типа фонемы /r/ (как в испанском) и альвео-палатальный ряд.

### Морфология
Развита система демонстративов (служебных слов со значением пространственной, временно́й и дейктической ориентации).
В глагольном словоизменении помимо аффиксов широко используется редупликация.

### Синтаксис
Используется особая, т. н. «филиппинская» стратегия кодирования глагольных актантов, при которой роль семантической темы высказывания определяется аффиксом в глаголе.

## Илоканская Википедия
Существует раздел Википедии на илоканском языке («Илоканская Википедия»), первая правка в нём была сделана в 2005 году. По состоянию на 9:45 (UTC) 20 марта 2025 года раздел содержит 15 396 статей (общее число страниц — 70 431); в нём зарегистрировано 18 588 участников, двое из них имеют статус администратора; 24 участника совершили какие-либо действия за последние 30 дней; общее число правок за время существования раздела составляет 402 847.

### Словари
- Ilocano English English Ilocano Dictionary. Hippocrene, 1998.
- Carro A. Iloko-English dictionary, transl. and rev. by M. Vanoverbergh. [Manila, 1956]
- Constantino E. Ilokano dictionary. Honolulu, 1971